# Srbinovo
Srbinovo (makedonska: Србиново) är en ort i Nordmakedonien. Den ligger i kommunen Gostivar, i den västra delen av landet, 50 kilometer sydväst om huvudstaden Skopje. Srbinovo ligger 655 meter över havet och antalet invånare är 3 629.